# Daniele Degano
Daniele Degano (Crema, 21 settembre 1982) è un allenatore di calcio ed ex calciatore italiano, di ruolo attaccante.

## Carriera

### Inizi
Cresciuto nelle giovanili del Milan, viene ceduto al Monza, che lo gira per una stagione al Meda. Nel 2000 torna al Monza, con cui gioca un campionato di Serie B e un altro di Serie C1. Con i biancorossi realizza le sue prime reti da professionista. In totale chiuderà con un bottino di 7 gol in 39 presenze.

### Ancona, Parma e Piacenza
Acquistato dal Parma, viene girato all'Ancona, dove nel 2003 conquista la promozione nella massima serie realizzando 3 reti in 13 gare. L'anno dopo, con i dorici, debutta in Serie A nella partita Ancona-Perugia (0-0) del 18 gennaio 2004, ma dopo aver totalizzato solo 2 presenze, rientra al Parma nel mese di gennaio del 2004. Con la compagine gialloblu disputa 4 partite di Serie A senza mai andare a segno, a cui si aggiungono altre 2 presenze nella stagione successiva. Nel gennaio del 2005 si trasferisce al Piacenza, con cui gioca tra i cadetti fino al 2007, collezionando 81 presenze e 15 reti in gare di campionato.

### Messina, Pisa, Pergocrema e Crotone
Scaduto il contratto con il Piacenza, si trasferisce al Messina, dove realizza 5 gol in 34 partite in Serie B. A fine stagione si svincola per il fallimento della società peloritana ed il 1º agosto 2008 viene ingaggiato dal Pisa a costo zero. Sotto la torre pendente gioca 33 partite, mettendo a segno 2 reti, non sufficienti ad evitare la retrocessione e il fallimento della società (il secondo consecutivo per Degano). Rimasto svincolato, il 5 ottobre 2009 trova l'accordo per giocare nella squadra della sua città natale, il Pergocrema. Tuttavia, dopo 10 presenze e nessun gol, cambia ancora squadra e il 12 gennaio 2010 firma per il Crotone a titolo definitivo tornando così a calcare i campi della Serie B. Con la squadra allenata da Franco Lerda mette a segno 3 gol in 17 presenze.

### Cosenza ed Alessandria
Il 31 agosto 2010 passa a titolo definitivo al Cosenza, che milita in Lega Pro Prima Divisione. Le sue prestazioni con la squadra calabrese non sono brillanti, complice anche un'annata disastrosa della sua squadra, soprattutto dal punto di vista societario. In campionato riesce a collezionare 26 presenze e a segnare 3 gol.
Nella stagione 2011-2012 passa all'Alessandria, in Lega Pro Seconda Divisione. Nella sessione invernale del calciomercato viene ceduto in prestito al Rimini Terminata il prestito, fa ritorno ad Alessandria, rimanendovi per la stagione 2012-2013.

### Ultimi anni nelle Marche
Dopo aver rescisso il contratto con i piemontesi, nel 2013 fa ritorno dopo nove anni all'Ancona. Con i dorici ottiene la promozione nella neonata Lega Pro unica. Tuttavia non viene riconfermato e, nell'estate 2014, passa alla Civitanovese. Nel luglio 2015 passa alla Fermana. Nell'estate 2016 firma per il Matelica, ma dopo pochi mesi si trasferisce alla Recanatese, sempre in Serie D. Nell'estate 2017 scende in Promozione vestendo la maglia del Potenza Picena. Con la maglia del Potenza Picena, contro la Futura 96, raggiunge quota 100 gol in carriera segnando su punizione il gol del vantaggio giallorossi. Il 29 luglio 2018 viene ingaggiato dal Loreto, club militante sempre in Promozione, mentre l'estate successiva scende in Prima Categoria per motivi lavorativi accasandosi ai Portuali Ancona., che lascia a inizio ottobre 2019.

### Allenatore
A novembre 2019 inizia la carriera di allenatore, sedendosi sulla panchina del San Biagio, club di Prima Categoria.
Nella stagione 2022-2023 viene nominato allenatore del Loreto, club di Prima Categoria. Ad ottobre dopo due partite di campionato, con due sconfitte, cinque gol subiti e zero gol fatti rassegna le dimissioni. 

## Statistiche

### Presenze e reti nei club
| Stagione           | Squadra            | Campionato         | Campionato | Campionato | Coppe nazionali | Coppe nazionali | Coppe nazionali | Coppe continentali | Coppe continentali | Coppe continentali | Altre coppe | Altre coppe | Altre coppe | Totale | Totale |
| Stagione           | Squadra            | Comp               | Pres       | Reti       | Comp            | Pres            | Reti            | Comp               | Pres               | Reti               | Comp        | Pres        | Reti        | Pres   | Reti   |
| ------------------ | ------------------ | ------------------ | ---------- | ---------- | --------------- | --------------- | --------------- | ------------------ | ------------------ | ------------------ | ----------- | ----------- | ----------- | ------ | ------ |
| 1998-1999          | Monza              | B                  | 0          | 0          | -               | -               | -               | -                  | -                  | -                  | -           | -           | -           | 0      | 0      |
| 1999-2000          | Meda               | C2                 | 24         | 0          | -               | -               | -               | -                  | -                  | -                  | -           | -           | -           | 24     | 0      |
| 2000-2001          | Monza              | B                  | 17         | 3          | -               | -               | -               | -                  | -                  | -                  | -           | -           | -           | 17     | 3      |
| 2001-2002          | Monza              | C1                 | 22         | 4          | CI              | 3               | 1               | -                  | -                  | -                  | -           | -           | -           | 25     | 5      |
| Totale Monza       | Totale Monza       | Totale Monza       | 39         | 7          |                 | 3               | 1               |                    | -                  | -                  |             | -           | -           | 42     | 8      |
| 2002-2003          | Ancona             | B                  | 13         | 3          | CI              | 4               | 1               | -                  | -                  | -                  | -           | -           | -           | 17     | 4      |
| 2003-gen. 2004     | Ancona             | A                  | 2          | 0          | -               | -               | -               | -                  | -                  | -                  | -           | -           | -           | 2      | 0      |
| gen.-giu. 2004     | Parma              | A                  | 4          | 0          | -               | -               | -               | CU                 | 2                  | 0                  | -           | -           | -           | 6      | 0      |
| 2004-gen. 2005     | Parma              | A                  | 2          | 0          | CI              | 1               | 0               | CU                 | 1                  | 1                  | -           | -           | -           | 4      | 1      |
| Totale Parma       | Totale Parma       | Totale Parma       | 6          | 0          |                 | 1               | 0               |                    | 3                  | 1                  |             | -           | -           | 10     | 1      |
| gen.-giu. 2005     | Piacenza           | B                  | 14         | 1          | -               | -               | -               | -                  | -                  | -                  | -           | -           | -           | 14     | 1      |
| 2005-2006          | Piacenza           | B                  | 34         | 7          | CI              | 3               | 0               | -                  | -                  | -                  | -           | -           | -           | 37     | 7      |
| 2006-2007          | Piacenza           | B                  | 33         | 8          | CI              | 0               | 0               | -                  | -                  | -                  | -           | -           | -           | 33     | 8      |
| Totale Piacenza    | Totale Piacenza    | Totale Piacenza    | 81         | 15         |                 | 3               | 0               |                    | -                  | -                  |             | -           | -           | 84     | 15     |
| 2007-2008          | Messina            | B                  | 34         | 5          | CI              | 1               | 1               | -                  | -                  | -                  | -           | -           | -           | 35     | 6      |
| 2008-2009          | Pisa               | B                  | 33         | 2          | CI              | 1               | 0               | -                  | -                  | -                  | -           | -           | -           | 34     | 2      |
| 2009-gen. 2010     | Pergocrema         | 1D                 | 10         | 0          | -               | -               | -               | -                  | -                  | -                  | -           | -           | -           | 10     | 0      |
| gen.-giu. 2010     | Crotone            | B                  | 17         | 3          | -               | -               | -               | -                  | -                  | -                  | -           | -           | -           | 17     | 3      |
| ago. 2010          | Crotone            | B                  | 2          | 0          | CI              | 1               | 1               | -                  | -                  | -                  | -           | -           | -           | 3      | 1      |
| Totale Crotone     | Totale Crotone     | Totale Crotone     | 19         | 3          |                 | 1               | 1               |                    | -                  | -                  |             | -           | -           | 20     | 4      |
| 2010-2011          | Cosenza            | 1D                 | 26+2       | 3          | -               | -               | -               | -                  | -                  | -                  | -           | -           | -           | 28     | 3      |
| 2011-gen. 2012     | Alessandria        | 2D                 | 16         | 6          | -               | -               | -               | -                  | -                  | -                  | -           | -           | -           | 16     | 6      |
| gen.-giu. 2012     | Rimini             | 2D                 | 13+2       | 2          | -               | -               | -               | -                  | -                  | -                  | -           | -           | -           | 15     | 2      |
| 2012-2013          | Alessandria        | 2D                 | 26         | 8          | CI-LP           | 2               | 0               | -                  | -                  | -                  | -           | -           | -           | 28     | 8      |
| Totale Alessandria | Totale Alessandria | Totale Alessandria | 42         | 14         |                 | 2               | 0               |                    | -                  | -                  |             | -           | -           | 44     | 14     |
| 2013-2014          | Ancona             | D                  | 25         | 9          | -               | -               | -               | -                  | -                  | -                  | -           | -           | -           | 25     | 9      |
| Totale Ancona      | Totale Ancona      | Totale Ancona      | 40         | 12         |                 | 4               | 1               |                    | -                  | -                  |             | -           | -           | 44     | 13     |
| 2014-2015          | Civitanovese       | D                  | 30         | 11         | -               | -               | -               | -                  | -                  | -                  | -           | -           | -           | 30     | 11     |
| 2015-2016          | Fermana            | D                  | 30+1       | 12         | -               | -               | -               | -                  | -                  | -                  | -           | -           | -           | 31     | 12     |
| lug.-dic. 2016     | Matelica           | D                  | 8          | 1          | -               | -               | -               | -                  | -                  | -                  | -           | -           | -           | 8      | 1      |
| dic. 2016-2017     | Recanatese         | D                  | 17         | 4          | -               | -               | -               | -                  | -                  | -                  | -           | -           | -           | 17     | 4      |
| Totale carriera    | Totale carriera    | Totale carriera    | 452+5      | 91         |                 | 16              | 4               |                    | 3                  | 1                  |             | -           | -           | 476    | 96     |

## Palmarès

### Club

#### Competizioni nazionali
- Serie D: 1

Ancona: 2013-2014